# Daniel (Biazis)
Daniel, imię świeckie Dimitrios Biazis (ur. 1977 w Zakintos) – duchowny Patriarchatu aleksandryjskiego, od 2018 metropolita aksumski.

## Życiorys
25 grudnia 1997 został wyświęcony na hierodiakona. Święcenia kapłańskie przyjął 17 września 2006. Chirotonię biskupią otrzymał 5 grudnia 2008.